# Kirby Dick
Kirby Dick est un réalisateur américain de documentaires né le 23 août 1952.
Ses films Twist of Faith et La Guerre invisible ont été nommés à l'Oscar du meilleur documentaire.

## Filmographie sélective
- 1986 : Private Practices: The Story of a Sex Surrogate (en)
- 1987 : I Am Not a Freak (TV)
- 1997 : Sick: The Life & Death of Bob Flanagan, Supermasochist
- 2001 : Chain Camera (en)
- 2002 : Derrida (en)
- 2004 : Twist of Faith
- 2006 : This Film Is Not Yet Rated
- 2009 : Outrage (en)
- 2010 : Secret Wild Attic
- 2012 : La Guerre invisible (The Invisible War)

## Distinctions

### Récompenses
- Festival de Sundance 2012 : Prix du public du meilleur documentaire américain pour La Guerre invisible
- 2013 : Prix du meilleur documentaire aux Independent Spirit Awards pour La Guerre invisible

### Nominations
- 2005 : Oscar du meilleur film documentaire pour Twist of Faith
- 2013 : Oscar du meilleur film documentaire pour La Guerre invisible